# Subdromomeryx antilopinus
Subdromomeryx antilopinus és una espècie extinta de mamífer artiodàctil de la família dels dromomerícids que visqué a Nord-amèrica durant el Miocè, fa entre 13,6 i 20,4 milions d'anys. Se n'han trobat restes fòssils a Montana, Nebraska i Nevada (Estats Units). Es tracta de l'única espècie reconeguda del gènere Subdromomeryx. A grans trets, era com Dromomeryx, però en miniatura. Altres diferències eren que tenia les banyes supraorbitàries proporcionalment més petites, que les dents molars presentaven un major grau de mesodòncia i que tenia les potes més llargues i esveltes en relació amb la resta del cos.